# 14×32 R Wänzl
14×32 R Wänzl ali 14 mm Wänzl je puškovni naboj z robnim vžigom. Uporabljal se je v puški Wänzl. Ta je bila v Avstro-Ogrski v uporabi od leta 1867, v Kneževini Črni gori pa od leta 1876.
Po uvedbi novih pušk in karabink Werndl M.67, sta ga v Avstro-Ogrski nadomestila naboja 11×42 R Werndl (za puške) in 11×36 R Werndl (za karabinke).